# Interpreti Veneziani
Gli interpreti Veneziani sono un gruppo musicale veneziano che esegue opere di Vivaldi, Bach e altri compositori barocchi. Il gruppo è stato fondato nel 1987 e esegue concerti e festival musicali in tutto il mondo.

## Storia e concerti

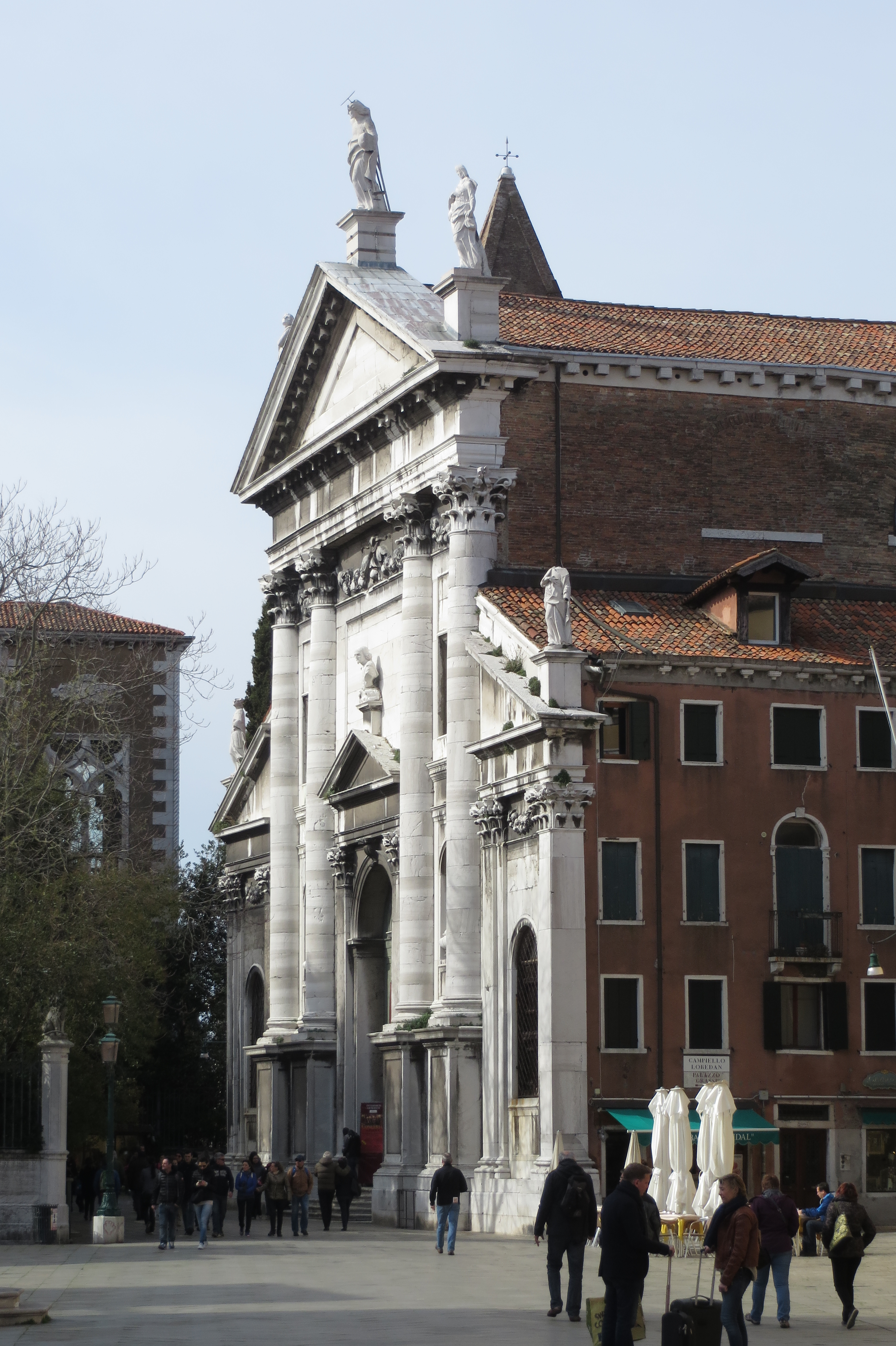
Chiesa di San Vidal

Gli Interpreti Veneziani hanno la loro sede nella Chiesa di San Vidal a Venezia dove si svolge la loro stagione concertistica seguita ogni anno da circa 60.000 spettatori.
Tra i vari concerti nel  mondo vanno citati quelli di Melbourne in Australia, Bayreuth in Germania, Palazzo Reale di Stoccolma, Teatro Kirov di San Pietroburgo in Russia, in Canada, e la tournée in Giappone, Stati Uniti e Sud America.
Dal 2011 hanno inciso 18 CD e un LP. Il loro repertorio comprende sia musica barocca  che virtuosistica come Paganini e Rossini, sebbene siano specializzati nella musica Vivaldiana.

## Museo della musica

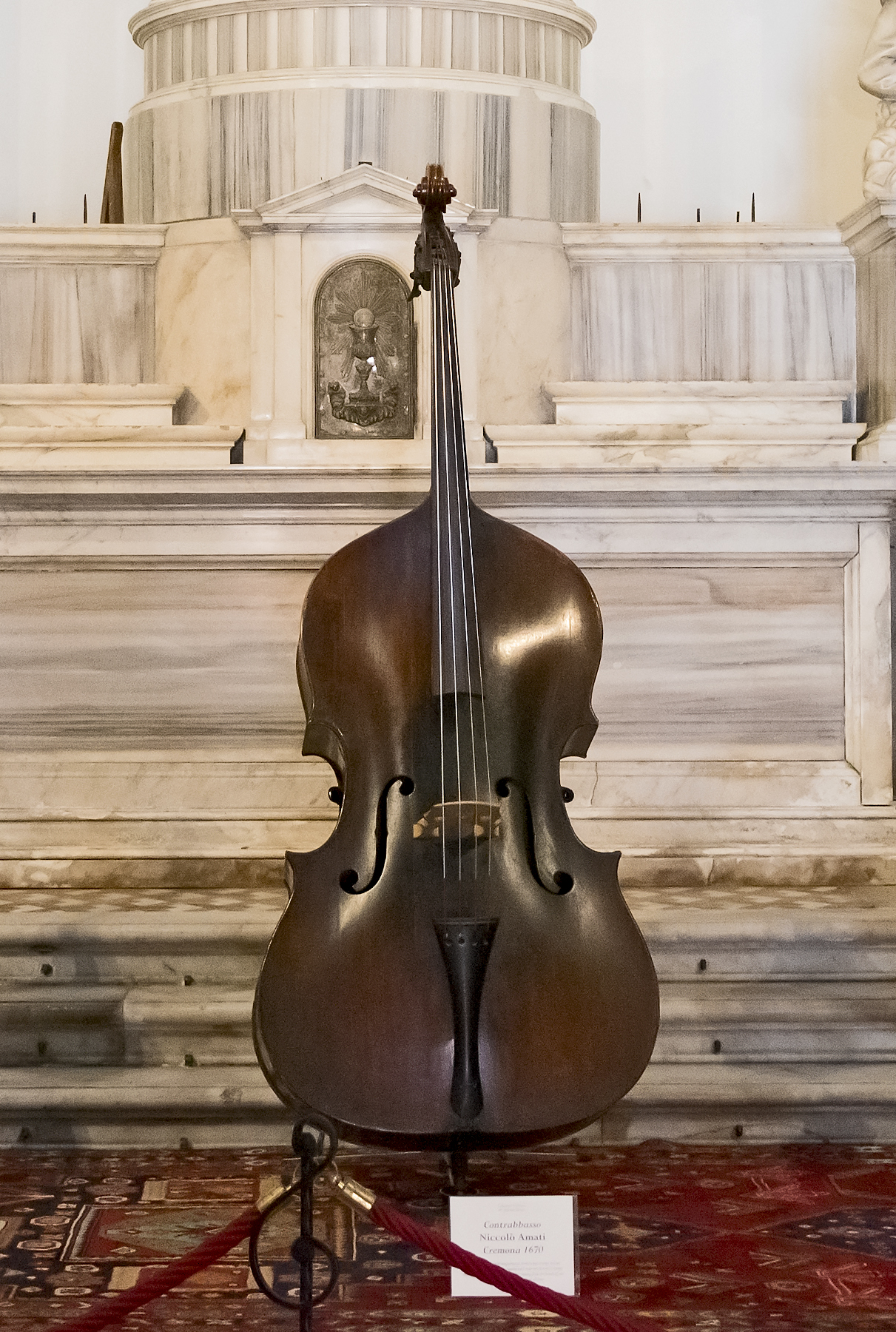
Basso di Niccolò Amati, prodotto nel 1670 e ospitato al Museo della Musica di San Maurizio, Venezia.

Oltre ai concerti il gruppo ha creato il Museo della Musica nella Chiesa di San Maurizio a Venezia, dedicato ai 500 anni di liuteria italiana.

## Ricezione
Rick Steves descrive il gruppo come "considerato il miglior gruppo" a Venezia; loro esibizioni sono state descritte come "giovani" ed "esuberanti".